# Speiredonia cymosema
Speiredonia cymosema là một loài bướm đêm thuộc họ Erebidae. Nó được tìm thấy ở Assam, Sikkim và Malaya.